# Media Station (compañía)
Media Station, fundado como Cosmos Plan, fue una productora y distribuidora de cine para adultos japonés. A principios de 2011, se integró en la empresa audiovisual KM Produce.

## Información
La empresa se fundó con el nombre de Cosmos Plan el 13 de octubre de 1981, lo que la convirtió, junto con h.m.p (entonces conocida como Samm) y Athena Eizou de Tadashi Yoyogi, en una de las empresas audiovisuales pioneras de Japón. El primer vídeo del estudio, Lesbian College Dorm Bathroom, protagonizado por Emi Nakamura, se publicó en diciembre de 1981. El vídeo, dirigido por el director de cine rosa Genji Nakamura, que más tarde realizó una de las primeras películas gays rosas, Beautiful Mystery, fue uno de los primeros vídeos para adultos de estilo moderno.
Poco después, el estudio también publicó uno de los primeros vídeos sadomasoquistas para adultos, Tanaka Tizuko First Time SM. En 1982, Michiko Shyness Notes, protagonizado por Michiko Miura, abrió un nuevo camino con su estilo documental, que incluía una entrevista con la actriz, un formato que aún se utiliza para los vídeos de debut de actrices destacadas. El éxito del estudio quedó asegurado con una serie de populares vídeos de "chicas guapas" (美少女, bishoujo) en los años siguientes, Entre las primeras estrellas del estudio estaba Keiko Nakazawa, que debutó en AV para Cosmos Plan en diciembre de 1985 con el vídeo Confusion. El estudio añadió un nuevo sello, Bazooka, en agosto de 1989.
En 1990, a medida que su negocio se expandía a otras áreas, la empresa cambió su nombre por el de Media Station, pero continuó produciendo vídeos bajo el sello Cosmos Plan. A finales de la década de 1990, varias futuras AV Idol debutaron con la empresa, entre ellas Madoka Ozawa en 1996, Bunko Kanazawa y Sally Yoshino en 1997, y Minori Aoi en 1999. Kanazawa llegaría a realizar más vídeos con la empresa que ninguna otra actriz.
Al menos en 1997, Cosmos Plan y otras empresas audiovisuales más antiguas, como Alice Japan, Atlas21, Max-A y Big Morkal, se habían reunido en torno a Kuki Inc. para aunar recursos y utilizar el sitio web X CITY para la venta y el vídeo a la carta, formando juntas el mayor conglomerado porno de Japón en aquel momento. A finales de 2007, la empresa, con sede en Shibuya, en Tokio, contaba con un capital de 20 millones de yenes e informó de unas ventas en el año fiscal 2005 de 1 500 millones de yenes. En años anteriores, las cifras de ventas habían ascendido a 1 600 millones de yenes en el año fiscal 2000 y a 1 900 millones de yenes en 2002 y 2003.
Media Station estaba afiliada a los fabricantes de AV KMP y Real Works, y el sitio web de Media Station, estaba gestionado por KMP. A mediados de 2010, Media Station lanzaba unos 10 vídeos al mes bajo sus sellos Cosmos Plan y Bazooka.
Sin embargo, en abril de 2011, el sitio web de Media Station anunció que Cosmos Plan se había integrado en el sitio web de KMP y, a partir de febrero de 2011, los sellos Cosmos y Bazooka se incorporaron a KMP.

## Sellos
El estudio también ha publicado vídeos bajo otras marcas como:
- Bazooka
- Bijin
- Exert
- Pix
- Raiden
- Stylish

## Actrices
Algunas AV Idols del porno japonés que han actuado para Media Station han sido:
- Hotaru Akane
- Minori Aoi
- Ami Ayukawa
- Hitomi Hayasaka
- Yumika Hayashi
- Honoka
- Bunko Kanazawa
- Yuri Komuro
- Meguru Kosaka
- Aika Miura
- Nozomi Momoi
- Alice Ogura
- Nao Oikawa
- Asami Sugiura
- Riko Tachibana
- Akira Watase
- Sally Yoshino